# William H. Gerard Leigh
William Henry Gerard Leigh (1915-2008) est un cavalier et joueur de polo émérite, il fut membre de l’équipe de polo des Life Guards. 
Sous-lieutenant de l’armée territoriale depuis janvier 1936, il est nommé sous-lieutenant d’active des Life Guards le 28 août 1937 (recrutement direct). 
Lieutenant le 30 janvier 1939. Capitaine le 30 janvier 1944. Pendant la Seconde Guerre mondiale, il sert en 1941 en Palestine puis participe avec son camarade des Royal Horse Guards David Smiley à la guerre anglo-irakienne, à la campagne de Syrie puis à l'invasion anglo-soviétique de l'Iran avec la 1re brigade de cavalerie du général James J. Kingstone et la Légion arabe de Glubb Pacha.
Puis il combat en Libye, en Italie avant de participer à la campagne d’Europe du Nord-Ouest.
Il suit les cours de l’École de guerre en 1946. 
Promu commandant le 30 janvier 1949 puis lieutenant-colonel le 30 novembre 1953, il est chef de corps des Life Guards de novembre 1953 à mars 1956. 
Il commande en second l’escorte du carrosse royal lors du couronnement d'Élisabeth II, le 2 juin 1953 ; sur la vidéo mise en ligne sur Royal Channel YouTube, il chevauche à gauche du carrosse et le colonel David Smiley, à droite.
En 1953 il commande les Life Guards en Allemagne puis dans la zone du canal de Suez en 1954. 
En 1955 il commande la Household Cavalry. Il quitte l’armée en 1958. 
Il est Silver Stick in Waiting de la reine – l’adjoint du commandant de la cavalerie de la Garde - de 1956 à 1959 puis Gentleman Usher de la reine (gentilhomme huissier ; fonction honorifique) de 1967 à 1985. 
Nommé Commandeur de l'Ordre de l’Empire britannique (CBE) à titre civil le 31 décembre 1980 puis Commandeur de l’Ordre royal de Victoria (CVO) le 11 juin 1983. 
Ami personnel de la Reine et du prince Philip Mountbatten, duc d’Édimbourg, il fut jusqu’à son décès le 19 septembre 2008 le vice-président du Polo Club de la Garde (Guards Polo Club), situé à Windsor, Virginia Water, dans le Surrey. Ce club de polo, le plus grand d’Europe, a été créé en janvier 1955, sous le nom de Household Brigade Polo Club, par le duc d’Édimbourg, époux de la reine Élisabeth II, qui en est le Président.
Sa femme, née Nancy Jean Leslie (1920-2012), qu’il épousa en 1946, fut un agent du MI5 pendant la seconde guerre mondiale. Elle fut notamment impliquée dans l’opération Mincemeat, qui inspira en 1956 le film L'Homme qui n'a jamais existé (The Man Who Never Was). 
Cette opération d’intoxication des services secrets nazis a pour but de laisser croire que les Alliés vont envahir l’Italie par la Sardaigne et la Grèce. Pour ce faire le cadavre du faux commandant William Martin est largué le 30 avril 1943 par un sous-marin au large de Huelva, sur la côte sud-ouest de l’Espagne, avec à son poignet une serviette contenant les plans du dispositif d’invasion. Dans son portefeuille a été glissée la photographie de sa fiancée « Pam », qui n’est autre que Jean Leslie.
L’opération est un succès total puisque les Allemands vont dégarnir la Sicile de troupes qui feront défaut lors de l’invasion alliée.